# 南扇町
南扇町（みなみおうぎまち）は、大阪市北区の町名。丁番を持たない単独町名である。

## 地理
北は扇町通を挟んで扇町1丁目、東は阪神高速12号守口線を挟んで末広町、南と西は野崎町と接している。
地内の中心部には学校法人西沢学園が運営している関西テレビ電気専門学校やメディカルエステ専門学校などの専門学校が建ち並ぶ。

## 歴史
1924年（大正13年）からの地名で、野崎町および天神橋筋西1・2丁目の各一部が整理されて出来た。1978年（昭和53年）に近隣の町丁とともに整理されて現在の町域となる。

### 地名の由来
町名の由来は、扇町公園より。

## 世帯数と人口
2019年（平成31年）3月31日現在の世帯数と人口は以下の通りである。
| 町丁   | 世帯数  | 人口  |
| ------ | ------- | ----- |
| 南扇町 | 294世帯 | 385人 |

### 人口の変遷
国勢調査による人口の推移。
| 1995年（平成7年）  | 231人 | [ 7 ]  |  |
| 2000年（平成12年） | 186人 | [ 8 ]  |  |
| 2005年（平成17年） | 274人 | [ 9 ]  |  |
| 2010年（平成22年） | 432人 | [ 10 ] |  |
| 2015年（平成27年） | 353人 | [ 11 ] |  |

### 世帯数の変遷
国勢調査による世帯数の推移。
| 1995年（平成7年）  | 112世帯 | [ 7 ]  |  |
| 2000年（平成12年） | 84世帯  | [ 8 ]  |  |
| 2005年（平成17年） | 171世帯 | [ 9 ]  |  |
| 2010年（平成22年） | 327世帯 | [ 10 ] |  |
| 2015年（平成27年） | 255世帯 | [ 11 ] |  |

## 学区
市立小・中学校に通う場合、学区は以下の通りとなる。北区内の全ての市立中学校と、大阪市内の小中一貫校が対象で学校選択が可能（抽選を実施）。
| 番・番地等 | 小学校             | 中学校             |
| ---------- | ------------------ | ------------------ |
| 全域       | 大阪市立扇町小学校 | 大阪市立天満中学校 |

## 事業所
2016年（平成28年）現在の経済センサス調査による事業所数と従業員数は以下の通りである。
| 町丁   | 事業所数 | 従業員数 |
| ------ | -------- | -------- |
| 南扇町 | 72事業所 | 758人    |

## 施設

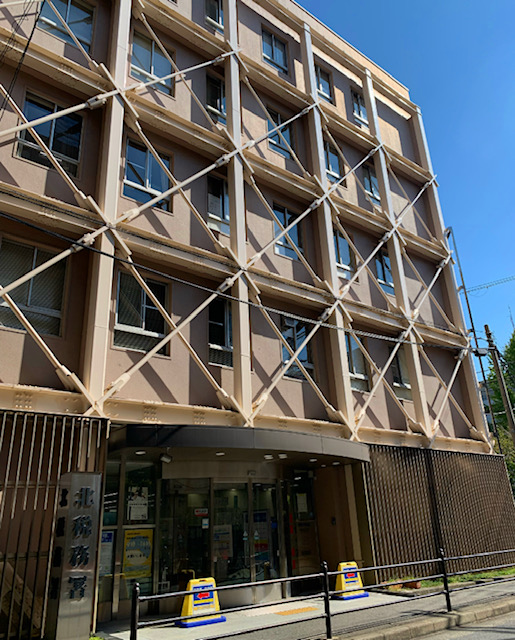
大阪国税局北税務署

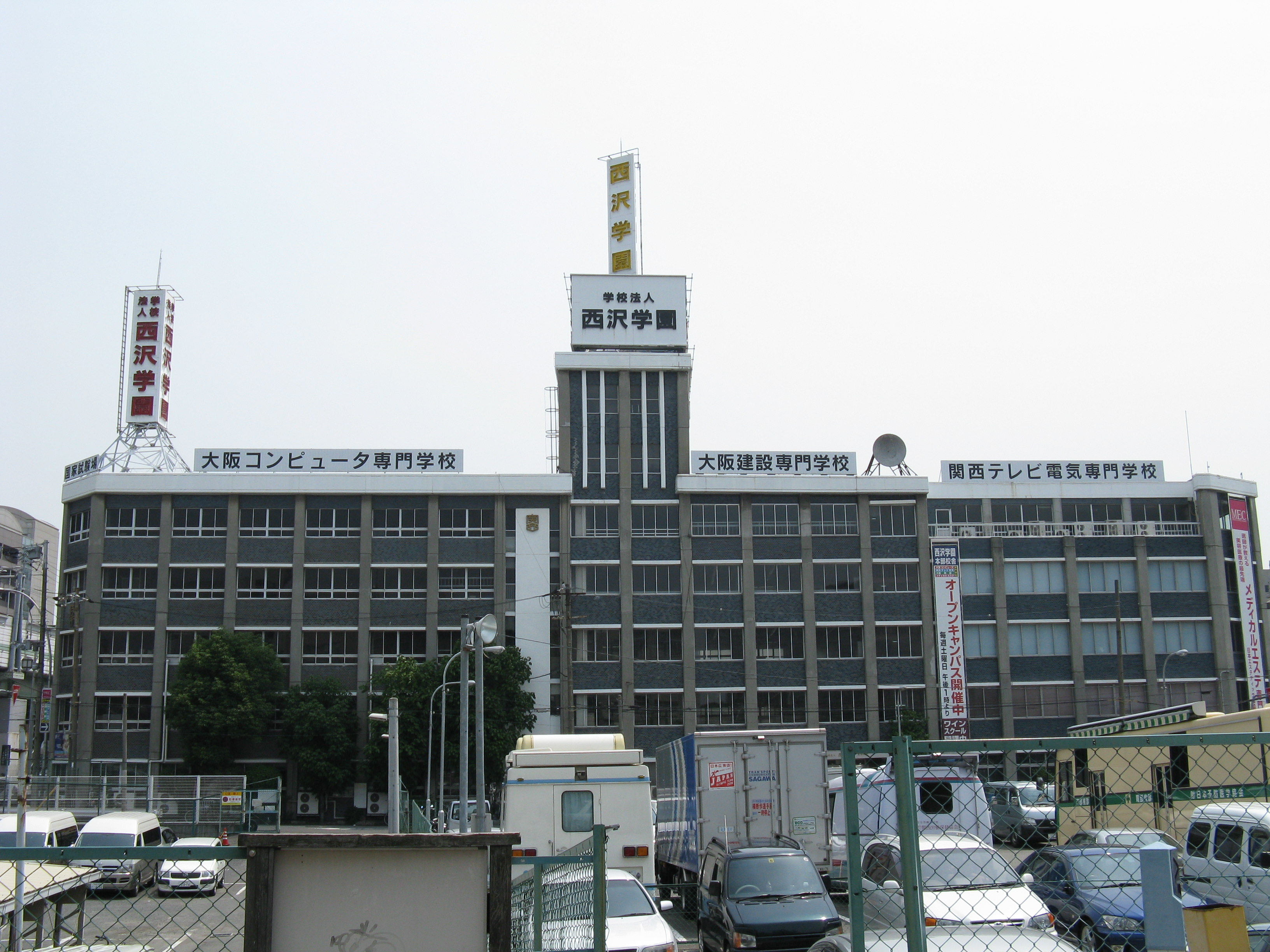
関西テレビ電気専門学校

- i-Mall
  - 医誠会国際総合病院
  - 扇町ミュージアムキューブ
- 関西テレビ電気専門学校
- メディカルエステ専門学校
- 大阪コンピュータ専門学校
- 大阪建設専門学校
- 大阪国税局北税務署
- 光明寺

## 交通

### 鉄道
- 地内に駅はなく、地下鉄堺筋線「扇町駅」が最寄り駅である。

### 道路
高速道路
- 阪神高速12号守口線

主要地方道
- 大阪市道大阪環状線（扇町通）

## その他

### 日本郵便
- 〒530-0052[3]（集配局：大阪北郵便局[14]）